# 1975年阿爾及爾協議
1975年《阿尔及尔协议》 （也称为《阿尔及尔协定》或《阿尔及尔宣言》 ）由伊朗帝国和伊拉克复兴党政权签署，旨在解决伊朗和伊拉克边境任何悬而未决的领土争端。在阿尔及利亚的调解下，该协议成为1975年6月13日和12月26日签署的附加双边条约的基础。该领土争端涉及伊拉克阿拉伯河和伊朗胡齐斯坦省，在1974-1975年阿拉伯河冲突中遭受军事失败后，伊拉克希望通过谈判终止伊朗对当时正在进行的伊拉克库尔德人叛乱的支持。 1980年9月17日，伊朗伊斯兰革命后不久，伊拉克政府由于两国之间又发生了一系列跨境冲突而废除了该条约。 1980年9月22日，该条约因伊拉克入侵伊朗而彻底失效，并引发了长达八年的两伊战争。
如今，尽管该条约仍然具有国际法约束力（根据联合国安理会第 619 号决议），两国边境的摩擦仍在继续，缺乏详细的边界划定，该协议仍然具有法律效力，该条约自1975 年签署、1976年伊朗和伊拉克批准以来一直有效。

## 背景

### 伊拉克—库尔德冲突
1963年斋月革命后，艾哈迈德·哈桑·贝克尔领导的复兴党政府发动了镇压寻求脱离伊拉克独立的库尔德人叛乱的运动。 1963 年 11 月阿卜杜勒·萨拉姆·阿里夫领导的政变后，复兴党领导的政府垮台。新政府和库尔德人之间的关系尚未达成一致。 1968年，复兴党和伊拉克政府又发动了一场革命，史称“七·一七革命” 。新政府与库尔德人之间的紧张局势加剧，伊拉克武装部队对库尔德分离主义分子采取军事行动。给库尔德叛军的行动造成了巨大的经济混乱。 1970年3月11日，伊拉克革命指挥委员会副主席萨达姆·侯赛因与库尔德叛军领导人穆斯塔法·巴尔扎尼在提克里特签署了一项结束冲突的条约，即“三月宣言”。 根据该协议，民兵将并入伊拉克军队，切断与伊朗的一切联系，叛乱也将结束。作为回报，伊拉克政府承诺给予库尔德人自治权，并允许库尔德人代表进入伊拉克政府。 政府此前曾鼓励石油资源丰富的库尔德地区进行“阿拉伯化”。 至1974年，伊拉克政府与库尔德人之间关于伊拉克库尔德地区石油资源的问题仍未解决。库尔德族部长辞去政府职务，库尔德族雇员退出，库尔德族警察和士兵不再与政府合作。伊拉克政府坚称库尔德人必须遵守协议，但库尔德人却认为是政府违反了协议。 1974年3月11日，该协议被纳入伊拉克宪法。 伊拉克军队与库尔德武装再次爆发战斗，伊朗帝国支持库尔德人。 

### 伊朗-伊拉克边界争端
1968 年，复兴党控制了政府，伊拉克要求完全控制阿拉伯河（Arvand Rud） 。  1969年4月19日，伊朗帝国退出了1937年伊拉克王国和伊朗为解决边界问题而签署的协议，理由是伊拉克干涉了阿拉伯河上的伊朗船只。  1969年4月，两军部署在波斯湾沿岸。伊朗控制波斯湾四个岛屿后，巴格达和德黑兰之间的外交关系明显恶化。 伊拉克鼓励胡泽斯坦的阿拉伯人反抗伊朗沙阿穆罕默德·礼萨·巴列维。伊拉克还将所有伊朗人驱逐出伊拉克。 伊朗在伊拉克-库尔德战争中向库尔德人提供军事装备和资金支持。穆斯塔法·巴尔扎尼会见美国政府代表，秘密支持库尔德人，这进一步削弱了伊拉克的立场，而赎罪日战争的爆发使伊拉克的立场变得更加复杂。伊拉克现在需要安抚伊朗，担心伊朗可能会从东部攻击他们，而大多数伊拉克武装部队正在叙利亚前线作战。 

## 谈判

萨达姆与沙阿

1973年，伊拉克开始与伊朗谈判，希望伊朗终止对库尔德人叛乱的支持。 4月下旬，各国外长在日内瓦举行会晤。伊拉克代表要求遵守 1937年条约，将阿拉伯河大部分地区划归伊拉克，但伊朗代表拒绝了。 讨论虽然失败，但两国仍继续举行会谈。穆罕默德·礼萨·巴列维 (Mohammad Reza Pahlavi)完全不屈不挠，试图控制阿拉伯河 (Arvand Rud) 的一半地区。阿拉伯河会谈结束后，伊拉克还寻求伊朗终止对库尔德人的支持。 
1974年5月，伊拉克和伊朗开始划定两国之间的阿拉伯河（Arvand Rud）边界。 1974年阿拉伯联盟首脑会议，在约旦国王侯赛因的调解下，伊朗政府代表出席了与伊拉克代表的会谈。 两国之间的谈判断断续续地继续进行，伊拉克不愿放弃 1937 年条约中分配给它的领土。伊朗加大了对库尔德人的支持，这大大增加了伊拉克军队的麻烦。 1975年3月6日，萨达姆·侯赛因和穆罕默德·礼萨·巴列维出席了在阿尔及尔举行的欧佩克首脑会议，在时任阿尔及利亚革命委员会主席胡阿里·布迈丁的调解下，达成并签署了协议。
由于需要结束库尔德战争并结束与伊朗在阿拉伯河附近的暴力冲突，伊拉克不情愿地将该领土割让给伊朗。两国边界已调整至有利于伊朗的程度。

## 协议

### 阿尔及利亚调解
《阿尔及尔协议》将伊拉克和伊朗的边界定在阿拉伯河（Arvand Rud）主航道的中央，通常称为“深泓线” 。 伊拉克被要求放弃对伊朗西部阿拉伯地区的主权。两国必须承诺对共同边界保持密切有效的监督，并停止对对方领土的任何干涉。因此，伊朗必须停止对库尔德人的任何支持。两国同意做睦邻友好邻邦。违反协议的任何部分都“违背了《阿尔及尔协议》的精神”。
1975年3月15日，伊拉克和伊朗外交部长与阿尔及利亚代表会面，成立联合委员会划定新边界。  3月17日，两国外长签署了两国之间的议定书。议定书规定两国承诺重新标示边界。
1975年6月13日，伊拉克和伊朗外交部长在巴格达签署了另一项条约。它为有关解决冲突、确定边界及其任何变更的协议增添了细节。该条约全称为《伊朗-伊拉克国际边界和睦邻关系条约》。

## 结果
1975年12月2 日，伊朗伊拉克委员会正式划定了两国边界，双方签署了联合意向声明。 伊朗军队撤出其占领的边境地区，关闭边境，并停止对库尔德叛军的支持。伊朗还指示中央情报局和摩萨德停止对库尔德人的军事支持。人们原本以为，随着国际社会支持的终止，伊拉克政府将与库尔德人进行谈判，但萨达姆·侯赛因对叛军发动了大规模军事行动，促使伊朗君主穆罕默德·礼萨·巴列维进行干预。各方同意停火，但4月1日，伊拉克政府发动了另一场军事行动。经过一系列战斗，伊拉克军队宣布胜利，但超过 10 万库尔德难民逃往伊朗和土耳其，其中包括库尔德领导人穆斯塔法·巴尔扎尼 ，但他们在1978年又返回并发动了另一场叛乱

## 后果
伊拉克于1980年9月17日退出《阿尔及尔协议》。该协议是强加于伊拉克的，伊朗伊斯兰革命后出现的混乱局面使得伊拉克人相信这些变化是可以撤销的。这导致了 20 世纪最长的战争之一——两伊战争，从1980年持续到1988年。战争根据联合国安理会第619号决议结束，双方重新签署了1975年《阿尔及尔协议》。